# Erkend Belgisch Abdijbier
Erkend Belgisch Abdijbier (Frans: Bière Belge d'Abbaye Reconnue) is een keurmerk dat sinds 1999 door de Unie van de Belgische Brouwers aan bepaalde abdijbieren wordt toegekend. Het bijbehorende logo bestaat uit een gestileerd kelkglas met bruin bier tegen de achtergrond van een gotisch spitsboograam.
Het keurmerk Erkend Belgisch Abdijbier is niet te verwarren met het keurmerk Authentic Trappist Product van de Internationale Vereniging Trappist, dat uitsluitend door de 10 trappistenbieren wordt gevoerd.

## Voorwaarden
Abdijbieren worden door een kloostergemeenschap gebrouwen of zijn in naam verbonden aan een abdij. Het label Erkend Belgisch Abdijbier is een officiële erkenning van deze verbintenis. Het gemeenschappelijk merk mag slechts gebruikt worden door de leden van de Federatie van Belgische Brouwers. De gebruikers mogen het gemeenschappelijk merk slechts gebruiken indien aan de volgende voorwaarden voldaan is:
Abdijbieren die op de markt waren voor 12 juli 1999:
- Er dient een band te zijn met een bestaande of niet langer bestaande abdij.
- Er moeten royalty’s* betaald worden, die aangewend worden ter financiering van liefdadige en culturele werken die bijdragen aan het culturele behoud van de abdij of aan een bestaande stichting indien de abdij niet langer bestaat.
- Er is een controlerecht van de abdij of de bestaande stichting op de publiciteit.

Abdijbieren van na 12 juli 1999:
- Ofwel wordt het bier gebrouwen in een bestaande niet-trappistenabdij.
- Ofwel wordt het bier gebrouwen door een bestaande abdij die onder haar verantwoordelijkheid en in licentie het bier laat produceren in een lekenbrouwerij en het bier zelf mee commercialiseert.
- Ofwel wordt het bier gebrouwen door een lekenbrouwerij die een juridische band heeft via contract met een bestaande abdij voor het gebruik van de naam. De commercialisatie gebeurt door de lekenbrouwerij.
- Er dienen royalty’s* aan de betrokken abdij of orde betaald worden en de orde dient ook goede doelen te ondersteunen.
- Er moet een historische achtergrond zijn, de abdij in kwestie moet in het verleden ook bier gebrouwen hebben.
- Er is een controlerecht van de abdij op de publiciteit.

* De royalty's moeten minimaal beantwoorden aan wat gangbaar is op de Belgische markt.

## Erkende bieren
De bieren die het logo Erkend Belgisch Abdijbier (2024) mogen dragen (verkrijgbaar in de Benelux) zijn:
| Merk                | Historisch gelieerde abdij              | Wordt gebrouwen sinds | Provincie                      | Brouwerij                     | Biernaam              | ABV            | Stijl                             | Bijzonderheden                                                                    |
| ------------------- | --------------------------------------- | --------------------- | ------------------------------ | ----------------------------- | --------------------- | -------------- | --------------------------------- | --------------------------------------------------------------------------------- |
| Abbaye d'Aulne      | Abdij van Aulne                         | 2005                  | Henegouwen                     | Brasserie Val de Sambre       | Ambrée 6°             | 6%             | Belgian Blonde                    |                                                                                   |
| Abbaye d'Aulne      | Abdij van Aulne                         | 2005                  | Henegouwen                     | Brasserie Val de Sambre       | Bière de Noël         | 9%             | Winter Ale                        |                                                                                   |
| Abbaye d'Aulne      | Abdij van Aulne                         | 2005                  | Henegouwen                     | Brasserie Val de Sambre       | Blonde 6°             | 6%             | Belgian Blonde                    |                                                                                   |
| Abbaye d'Aulne      | Abdij van Aulne                         | 2005                  | Henegouwen                     | Brasserie Val de Sambre       | Brune 6°              | 6%             | Belgian Dubbel                    |                                                                                   |
| Abbaye d'Aulne      | Abdij van Aulne                         | 2005                  | Henegouwen                     | Brasserie Val de Sambre       | Cuvée Royale 9°       | 9%             | Belgian Strong Dark Ale           |                                                                                   |
| Abbaye d'Aulne      | Abdij van Aulne                         | 2005                  | Henegouwen                     | Brasserie Val de Sambre       | Premier Cru 9°        | 9%             | Belgian Tripel                    |                                                                                   |
| Abbaye d'Aulne      | Abdij van Aulne                         | 2005                  | Henegouwen                     | Brasserie Val de Sambre       | Rouge 8°              | 8%             | Fruit beer                        |                                                                                   |
| Abbaye de Forest    | Abdij van Vorst                         | 2008                  | Brussels Hoofdstedelijk Gewest | Brasserie de Silly            | Blonde                | 6,5%           | Belgian Blonde                    |                                                                                   |
| Achel               | Sint-Benedictusabdij van Achel          | 2001                  | Limburg                        | Brouwerij De Achelse Kluis    | Dubbel                | 8%             | Belgian Dubbel                    |                                                                                   |
| Achel               | Sint-Benedictusabdij van Achel          | 2023                  | Limburg                        | Brouwerij De Achelse Kluis    | Gallant               | 9,5%           | Belgian Strong Golden Ale         | Jubileumbier                                                                      |
| Achel               | Sint-Benedictusabdij van Achel          | 2010                  | Limburg                        | Brouwerij De Achelse Kluis    | Superior Blond        | 9,5%           | Belgian Strong Golden Ale         |                                                                                   |
| Achel               | Sint-Benedictusabdij van Achel          | 2024                  | Limburg                        | Brouwerij De Achelse Kluis    | Rouge Légère          | 5,5%           | Fruit beer                        |                                                                                   |
| Achel               | Sint-Benedictusabdij van Achel          | 2024                  | Limburg                        | Brouwerij De Achelse Kluis    | Singel Blond          | 5,3%           | Belgian Blonde                    |                                                                                   |
| Achel               | Sint-Benedictusabdij van Achel          | 2010                  | Limburg                        | Brouwerij De Achelse Kluis    | Superior Dark         | 9,5%           | Belgian Strong Dark Ale           |                                                                                   |
| Achel               | Sint-Benedictusabdij van Achel          | 2023                  | Limburg                        | Brouwerij De Achelse Kluis    | Superior Winter       | 9,5%           | Belgian Strong Dark Ale           | Seizoensbier                                                                      |
| Achel               | Sint-Benedictusabdij van Achel          | 2001                  | Limburg                        | Brouwerij De Achelse Kluis    | Tripel                | 8%             | Belgian Tripel                    |                                                                                   |
| Affligem            | Sint-Pieter en Paulusabdij van Affligem | 1956                  | Vlaams-Brabant                 | Brouwerijen Alken-Maes        | Belgisch Wit          | 4,8%           | Wheat Beer - Witbier              |                                                                                   |
| Affligem            | Sint-Pieter en Paulusabdij van Affligem | 1956                  | Vlaams-Brabant                 | Brouwerijen Alken-Maes        | Belgisch Wit 0.0%     | 0%             | Low / No Alcohol Beer             |                                                                                   |
| Affligem            | Sint-Pieter en Paulusabdij van Affligem | 1956                  | Vlaams-Brabant                 | Brouwerijen Alken-Maes        | Blond                 | 6,8%           | Belgian Ale - Pale / Golden       |                                                                                   |
| Affligem            | Sint-Pieter en Paulusabdij van Affligem | 1956                  | Vlaams-Brabant                 | Brouwerijen Alken-Maes        | Blond 0.0%            | 0%             | Low / No Alcohol Beer             |                                                                                   |
| Affligem            | Sint-Pieter en Paulusabdij van Affligem | 1956                  | Vlaams-Brabant                 | Brouwerijen Alken-Maes        | Dubbel                | 6,8%           | Belgian Dubbel                    |                                                                                   |
| Affligem            | Sint-Pieter en Paulusabdij van Affligem | 1956                  | Vlaams-Brabant                 | Brouwerijen Alken-Maes        | Tripel                | 9%             | Belgian Tripel                    |                                                                                   |
| Averbode            | Abdij van Averbode                      | 2013                  | Vlaams-Brabant                 | Brouwerij Huyghe              | Averbode              | 7,5%           | Belgian Strong Golden Ale         |                                                                                   |
| Bornem              | Sint Bernardusabdij                     | 1957                  | Antwerpen                      | Brouwerij Van Steenberge      | Dubbel                | 8%             | Belgian Dubbel                    |                                                                                   |
| Bornem              | Sint Bernardusabdij                     | 1957                  | Antwerpen                      | Brouwerij Van Steenberge      | Tripel                | 9%             | Belgian Tripel                    |                                                                                   |
| Dendermonde         | Abdij Dendermonde                       | 1997                  | Oost-Vlaanderen                | Brouwerij De Block            | Tripel                | 8%             | Belgian Tripel                    |                                                                                   |
| Ename               | Sint-Salvatorabdij                      | 1990                  | Oost-Vlaanderen                | Brouwerij Roman               | Blond                 | 6,6%           | Belgian Blonde                    |                                                                                   |
| Ename               | Sint-Salvatorabdij                      | 1990                  | Oost-Vlaanderen                | Brouwerij Roman               | Dubbel                | 6,6%           | Belgian Dubbel                    |                                                                                   |
| Ename               | Sint-Salvatorabdij                      | 1990                  | Oost-Vlaanderen                | Brouwerij Roman               | Pater                 | 5,5%           | Patersbier                        |                                                                                   |
| Ename               | Sint-Salvatorabdij                      | 1990                  | Oost-Vlaanderen                | Brouwerij Roman               | Rouge                 | 6%             | Fruit beer                        |                                                                                   |
| Ename               | Sint-Salvatorabdij                      | 1990                  | Oost-Vlaanderen                | Brouwerij Roman               | Tripel                | 8,5%           | Belgian Tripel                    |                                                                                   |
| Floreffe            | Abdij van Floreffe                      | 1968                  | Namen                          | Brasserie Lefebvre            | Blonde                | 6,3%           | Belgian Blonde                    |                                                                                   |
| Floreffe            | Abdij van Floreffe                      | 1968                  | Namen                          | Brasserie Lefebvre            | Double                | 6,3%           | Belgian Dubbel                    |                                                                                   |
| Floreffe            | Abdij van Floreffe                      | 1968                  | Namen                          | Brasserie Lefebvre            | Prima Melior          | 8%             | Belgian Strong Dark Ale           |                                                                                   |
| Floreffe            | Abdij van Floreffe                      | 1968                  | Namen                          | Brasserie Lefebvre            | Triple                | 7,5%           | Belgian Tripel                    |                                                                                   |
| Grimbergen          | Abdij van Grimbergen                    |                       | Vlaams-Brabant                 | Brouwerijen Alken-Maes        | Blanche               | 6%             | Wheat Beer - Witbier              |                                                                                   |
| Grimbergen          | Abdij van Grimbergen                    | 1993                  | Vlaams-Brabant                 | Brouwerijen Alken-Maes        | Blond                 | 6,7%           | Belgian Blonde                    |                                                                                   |
| Grimbergen          | Abdij van Grimbergen                    | 1958                  | Vlaams-Brabant                 | Brouwerijen Alken-Maes        | Dubbel                | 6,5%           | Belgian Dubbel                    |                                                                                   |
| Grimbergen          | Abdij van Grimbergen                    | 2017                  | Vlaams-Brabant                 | Brouwerijen Alken-Maes        | Hop Karakter          | 8%             | Belgian Strong Golden Ale         |                                                                                   |
| Grimbergen          | Abdij van Grimbergen                    |                       | Vlaams-Brabant                 | Brouwerijen Alken-Maes        | Rouge                 | 6%             | Fruit beer                        |                                                                                   |
| Grimbergen          | Abdij van Grimbergen                    | 1962                  | Vlaams-Brabant                 | Brouwerijen Alken-Maes        | Tripel                | 9%             | Belgian Tripel                    |                                                                                   |
| Grimbergen          | Abdij van Grimbergen                    | 2012                  | Vlaams-Brabant                 | Brouwerijen Alken-Maes        | Winter                | 6,5%           | Winter Ale                        | Seizoensbier                                                                      |
| Grimbergen          | Abdij van Grimbergen                    | 2021                  | Vlaams-Brabant                 | Abdijbrouwerij van Grimbergen | Astrum Pale Ale       | 6%             | Pale Ale - Belgian                |                                                                                   |
| Grimbergen          | Abdij van Grimbergen                    | 2021                  | Vlaams-Brabant                 | Abdijbrouwerij van Grimbergen | Ignis Quadruple       | 10%            | Belgian Quadrupel                 |                                                                                   |
| Grimbergen          | Abdij van Grimbergen                    | 2021                  | Vlaams-Brabant                 | Abdijbrouwerij van Grimbergen | Magnum Opus Brut Beer | 8%             | Bière de Champagne                |                                                                                   |
| Herkenrode          | Abdij van Herkenrode                    | 2009                  | Limburg                        | Brouwerij Cornelissen         | Cister                | 6,5%           | Belgian Blonde                    |                                                                                   |
| Herkenrode          | Abdij van Herkenrode                    | 2009                  | Limburg                        | Brouwerij Cornelissen         | Noctis                | 7%             | Belgian Dubbel                    |                                                                                   |
| Herkenrode          | Abdij van Herkenrode                    | 2009                  | Limburg                        | Brouwerij Cornelissen         | Vesper                | 9%             | Belgian Tripel                    |                                                                                   |
| Keizersberg         | Abdij van Keizersberg                   | 1994                  | Vlaams-Brabant                 | Brouwerij Van Steenberge      | Keizersberg           | 9%             | Belgian Tripel                    | Etiketbier van Bornem Tripel Enkel verkrijgbaar in de abdijwinkel van Keizersberg |
| La Cambre           | Ter Kamerenabdij                        | 2014                  | Brussels Hoofdstedelijk Gewest | Brouwerij Het Anker           | Blond                 | 6,3%           | Belgian Blonde                    |                                                                                   |
| La Cambre           | Ter Kamerenabdij                        | 2014                  | Brussels Hoofdstedelijk Gewest | Brouwerij Het Anker           | IPA                   | 4,9%           | IPA                               |                                                                                   |
| Leffe               | Onze-Lieve-Vrouweabdij van Leffe        | 1952                  | Namen                          | AB Inbev                      | Blonde                | 6,6%           | Belgian Blonde                    |                                                                                   |
| Leffe               | Onze-Lieve-Vrouweabdij van Leffe        | 1952                  | Namen                          | AB Inbev                      | Blonde 0,0%           | 0%             | Low / No Alcohol Beer             |                                                                                   |
| Leffe               | Onze-Lieve-Vrouweabdij van Leffe        | 1952                  | Namen                          | AB Inbev                      | Brune                 | 6,5%           | Belgian Dubbel                    |                                                                                   |
| Leffe               | Onze-Lieve-Vrouweabdij van Leffe        | 1952                  | Namen                          | AB Inbev                      | Brune 0,0%            | 0%             | Low / No Alcohol Beer             |                                                                                   |
| Leffe               | Onze-Lieve-Vrouweabdij van Leffe        | 1952                  | Namen                          | AB Inbev                      | d'Été                 | 5,2%           | Belgian Blonde                    | Seizoensbier                                                                      |
| Leffe               | Onze-Lieve-Vrouweabdij van Leffe        | 1952                  | Namen                          | AB Inbev                      | d'Hiver / de Noël     | 6,6%           | Winter Ale                        | Seizoensbier                                                                      |
| Leffe               | Onze-Lieve-Vrouweabdij van Leffe        | 1952                  | Namen                          | AB Inbev                      | Radieuse              | 8,2%           | Belgian Strong Dark Ale           |                                                                                   |
| Leffe               | Onze-Lieve-Vrouweabdij van Leffe        | 1952                  | Namen                          | AB Inbev                      | Rituel 9°             | 9%             | Belgian Strong Golden Ale         |                                                                                   |
| Leffe               | Onze-Lieve-Vrouweabdij van Leffe        | 1952                  | Namen                          | AB Inbev                      | Ruby                  | 5%             | Fruit beer                        |                                                                                   |
| Leffe               | Onze-Lieve-Vrouweabdij van Leffe        | 1952                  | Namen                          | AB Inbev                      | Ruby 0,0%             | 0%             | Low / No Alcohol Beer             |                                                                                   |
| Leffe               | Onze-Lieve-Vrouweabdij van Leffe        | 1952                  | Namen                          | AB Inbev                      | Triple                | 8,5%           | Belgian Tripel                    |                                                                                   |
| Maredsous           | Abdij van Maredsous                     | 1949                  | Namen                          | Brouwerij Duvel Moortgat      | Blonde                | 6,5%           | Belgian Blonde                    |                                                                                   |
| Maredsous           | Abdij van Maredsous                     | 1949                  | Namen                          | Brouwerij Duvel Moortgat      | Brune                 | 8%             | Belgian Dubbel                    |                                                                                   |
| Maredsous           | Abdij van Maredsous                     | 1949                  | Namen                          | Brouwerij Duvel Moortgat      | Triple                | 10%            | Belgian Tripel                    |                                                                                   |
| Maredsous           | Abdij van Maredsous                     | 1949                  | Namen                          | Brouwerij Duvel Moortgat      | Wit                   | 5,6%           | Wheat Beer - Witbier              | Enkel verkrijgbaar van het vat aan de abdij.                                      |
| Paix-Dieu           | Abdij van Paix-Dieu                     |                       | Luik                           | Brasserie Caulier             | Paix-Dieu Triple      | 10%            | Belgian Tripel                    | Wordt enkel gebrouwen bij volle maan.                                             |
| Postel              | Abdij van Postel                        | 1957                  | Antwerpen                      | Brouwerijen Alken-Maes        | Blond                 | 7%             | Belgian Blonde                    |                                                                                   |
| Postel              | Abdij van Postel                        | 1957                  | Antwerpen                      | Brouwerijen Alken-Maes        | Christmas             | 9%             | Winter Ale                        | Seizoensbier                                                                      |
| Postel              | Abdij van Postel                        | 1957                  | Antwerpen                      | Brouwerijen Alken-Maes        | Dubbel                | 7%             | Belgian Dubbel                    |                                                                                   |
| Postel              | Abdij van Postel                        | 1957                  | Antwerpen                      | Brouwerijen Alken-Maes        | Tripel                | 9,5%           | Belgian Tripel                    |                                                                                   |
| Prieuré de Beaufays | Abdij van Beaufays                      |                       | Luik                           | Brasserie Elfique             | Prieuré de Beaufays   | 8%             | Belgian Tripel                    |                                                                                   |
| Ramée               | Abdij van La Ramée                      | 2004                  | Waals-Brabant                  | Brasserie Du Bocq             | Ambrée                | 7.5%           | Belgian Tripel                    |                                                                                   |
| Ramée               | Abdij van La Ramée                      | 2004                  | Waals-Brabant                  | Brasserie Du Bocq             | Blonde                | 7,5%           | Belgian Blonde                    |                                                                                   |
| Steenbrugge         | Sint Pietersabdij                       | 1984                  | West-Vlaanderen                | Brouwerij Palm                | Abdij Bock            | 6,5%           | Bock - Single / Traditional       | Seizoensbier                                                                      |
| Steenbrugge         | Sint Pietersabdij                       | 2004                  | West-Vlaanderen                | Brouwerij Palm                | Blond                 | 6,5%           | Belgian Blonde                    |                                                                                   |
| Steenbrugge         | Sint Pietersabdij                       | 2021                  | West-Vlaanderen                | Brouwerij Palm                | Blond 0.0%            | 0%             | Low / No Alcohol Beer             |                                                                                   |
| Steenbrugge         | Sint Pietersabdij                       | 1983                  | West-Vlaanderen                | Brouwerij Palm                | Dubbel Bruin          | 6,5%           | Belgian Dubbel                    |                                                                                   |
| Steenbrugge         | Sint Pietersabdij                       | 2017                  | West-Vlaanderen                | Brouwerij Palm                | Lentebock             | 6,5%           | Bock - Hell / Maibock / Lentebock | Seizoensbier                                                                      |
| Steenbrugge         | Sint Pietersabdij                       | 2020                  | West-Vlaanderen                | Brouwerij Palm                | Quadrupel             | 10%            | Belgian Quadrupel                 |                                                                                   |
| Steenbrugge         | Sint Pietersabdij                       | 1983                  | West-Vlaanderen                | Brouwerij Palm                | Tripel                | 8,7%           | Belgian Tripel                    |                                                                                   |
| Steenbrugge         | Sint Pietersabdij                       | 2018                  | West-Vlaanderen                | Brouwerij Palm                | Winter                | 6,5%           | Winter Ale                        | Seizoensbier                                                                      |
| Steenbrugge         | Sint Pietersabdij                       | 2004                  | West-Vlaanderen                | Brouwerij Palm                | Wit - Blanche         | 4,8%           | Wheat Beer - Witbier              | Seizoensbier                                                                      |
| St-Feuillien        | Abdij van Saint-Feuillien               | 1952                  | Henegouwen                     | Brasserie St-Feuillien        | Blonde                | 7,5%           | Belgian Blonde                    |                                                                                   |
| St-Feuillien        | Abdij van Saint-Feuillien               | 1952                  | Henegouwen                     | Brasserie St-Feuillien        | Brune                 | 8,5%           | Belgian Dubbel                    |                                                                                   |
| St-Feuillien        | Abdij van Saint-Feuillien               | 1952                  | Henegouwen                     | Brasserie St-Feuillien        | Cuvée de Noël         | 9%             | Winter Ale                        | Seizoensbier                                                                      |
| St-Feuillien        | Abdij van Saint-Feuillien               | 1952                  | Henegouwen                     | Brasserie St-Feuillien        | Cuvée Réserve         | 9,5%           | Belgian Strong Golden Ale         |                                                                                   |
| St-Feuillien        | Abdij van Saint-Feuillien               | 1952                  | Henegouwen                     | Brasserie St-Feuillien        | Quadruple             | 11%            | Belgian Quadrupel                 |                                                                                   |
| St-Feuillien        | Abdij van Saint-Feuillien               | 1952                  | Henegouwen                     | Brasserie St-Feuillien        | Triple                | 8,5%           | Belgian Tripel                    |                                                                                   |
| St-Idesbald         | Abdij Onze-Lieve-Vrouw Ten Duinen       | 1960                  | West-Vlaanderen                | Brouwerij Huyghe              | Blond                 | 6,5%           | Belgian Blonde                    |                                                                                   |
| St-Idesbald         | Abdij Onze-Lieve-Vrouw Ten Duinen       | 1960                  | West-Vlaanderen                | Brouwerij Huyghe              | Dubbel                | 8%             | Belgian Dubbel                    |                                                                                   |
| St-Idesbald         | Abdij Onze-Lieve-Vrouw Ten Duinen       | 1960                  | West-Vlaanderen                | Brouwerij Huyghe              | Rousse                | 7%             | Red Ale - Other                   |                                                                                   |
| St-Idesbald         | Abdij Onze-Lieve-Vrouw Ten Duinen       | 1960                  | West-Vlaanderen                | Brouwerij Huyghe              | Tripel                | 9%             | Belgian Tripel                    |                                                                                   |
| St. Martin          | Sint-Maartensabdij van Doornik          | 2002                  | Henegouwen                     | Brasserie de Brunehaut        | Blonde                | 7%             | Belgian Blonde                    |                                                                                   |
| St. Martin          | Sint-Maartensabdij van Doornik          | 2002                  | Henegouwen                     | Brasserie de Brunehaut        | Brune                 | 8%             | Belgian Dubbel                    |                                                                                   |
| St. Martin          | Sint-Maartensabdij van Doornik          | 2002                  | Henegouwen                     | Brasserie de Brunehaut        | Cuvée de Noël         | 8,5%           | Belgian Ale - Strong Pale         | Seizoensbier                                                                      |
| St. Martin          | Sint-Maartensabdij van Doornik          | 2002                  | Henegouwen                     | Brasserie de Brunehaut        | Triple                | 9%             | Belgian Tripel                    |                                                                                   |
| St-Michel           | Sint-Michielsabdij                      |                       | Antwerpen                      | Brouwerij Haacht              | Blonde                | 6%             | Belgian Blonde                    | Etiketbier van Tongerlo Lux                                                       |
| St-Michel           | Sint-Michielsabdij                      | Brune                 | Antwerpen                      | Brouwerij Haacht              | 6,5%                  | Belgian Dubbel | Etiketbier van Tongerlo Nox       |                                                                                   |
| St. Pierre          | Sint Pietersabdij                       | 2020                  | West-Vlaanderen                | Brouwerij Palm                | Blond                 | 6,5%           | Belgian Blonde                    | Etiketbier van Steenbrugge Blond                                                  |
| St. Pierre          | Sint Pietersabdij                       | 2020                  | West-Vlaanderen                | Brouwerij Palm                | Tripel                | 8,7%           | Belgian Tripel                    | Etiketbier van Steenbrugge Tripel                                                 |
| Ter Dolen           | Abdij van Sint-Truiden                  | 2008                  | Limburg                        | Kasteelbrouwerij De Dool      | Armand                | 7%             | Belgian Blonde                    |                                                                                   |
| Ter Dolen           | Abdij van Sint-Truiden                  | 2008                  | Limburg                        | Kasteelbrouwerij De Dool      | Blond                 | 6,1%           | Belgian Blonde                    |                                                                                   |
| Ter Dolen           | Abdij van Sint-Truiden                  | 2008                  | Limburg                        | Kasteelbrouwerij De Dool      | Donker                | 7,1%           | Belgian Dubbel                    |                                                                                   |
| Ter Dolen           | Abdij van Sint-Truiden                  | 2008                  | Limburg                        | Kasteelbrouwerij De Dool      | Kriek                 | 4,5%           | Fruit beer                        |                                                                                   |
| Ter Dolen           | Abdij van Sint-Truiden                  | 2008                  | Limburg                        | Kasteelbrouwerij De Dool      | Tripel                | 8,1%           | Belgian Tripel                    |                                                                                   |
| Ter Dolen           | Abdij van Sint-Truiden                  | 2008                  | Limburg                        | Kasteelbrouwerij De Dool      | Winter                | 9,1%           | Winter Ale                        | Seizoensbier                                                                      |
| Ter Dolen           | Abdij van Sint-Truiden                  | 2008                  | Limburg                        | Kasteelbrouwerij De Dool      | Wit                   | 5,1%           | Wheat Beer - Witbier              |                                                                                   |
| Tongerlo            | Abdij van Tongerlo                      | 1954                  | Antwerpen                      | Brouwerij Haacht              | Christmas             | 7%             | Winter Ale                        | Seizoensbier                                                                      |
| Tongerlo            | Abdij van Tongerlo                      | 1954                  | Antwerpen                      | Brouwerij Haacht              | Lux                   | 6%             | Belgian Blonde                    |                                                                                   |
| Tongerlo            | Abdij van Tongerlo                      | 1954                  | Antwerpen                      | Brouwerij Haacht              | Nox                   | 6,5%           | Belgian Dubbel                    |                                                                                   |
| Tongerlo            | Abdij van Tongerlo                      | 1954                  | Antwerpen                      | Brouwerij Haacht              | Prior                 | 9%             | Belgian Tripel                    |                                                                                   |
| Val-Dieu            | Abdij van Val-Dieu                      | 1984                  | Luik                           | Brasserie Val-Dieu            | Blonde                | 6%             | Belgian Blonde                    |                                                                                   |
| Val-Dieu            | Abdij van Val-Dieu                      | 1984                  | Luik                           | Brasserie Val-Dieu            | Brune                 | 8%             | Belgian Dubbel                    |                                                                                   |
| Val-Dieu            | Abdij van Val-Dieu                      | 1984                  | Luik                           | Brasserie Val-Dieu            | Excellence            | 11,5%          | Belgian Quadrupel                 | Barrel Aged                                                                       |
| Val-Dieu            | Abdij van Val-Dieu                      | 1984                  | Luik                           | Brasserie Val-Dieu            | Fruitée               | 9%             | Fruit beer                        |                                                                                   |
| Val-Dieu            | Abdij van Val-Dieu                      | 1984                  | Luik                           | Brasserie Val-Dieu            | Grand Cru             | 10,5%          | Belgian Quadrupel                 |                                                                                   |
| Val-Dieu            | Abdij van Val-Dieu                      | 1984                  | Luik                           | Brasserie Val-Dieu            | Hop                   | 5,5%           | Pale Ale - Belgian                |                                                                                   |
| Val-Dieu            | Abdij van Val-Dieu                      | 1984                  | Luik                           | Brasserie Val-Dieu            | Noël                  | 7%             | Winter Ale                        | Seizoensbier                                                                      |
| Val-Dieu            | Abdij van Val-Dieu                      | 1984                  | Luik                           | Brasserie Val-Dieu            | Triple                | 9%             | Belgian Tripel                    |                                                                                   |

### Voormalig erkende abdijbieren
| Historische Gelieerde Abdij | Provincie  | Brouwerij              | Bier                      | ABV  | Stijl                       |  |
| --------------------------- | ---------- | ---------------------- | ------------------------- | ---- | --------------------------- |  |
| Abdij van Bonne-Espérance   | Henegouwen | Brasserie La Binchoise | Abbaye de Bonne-Espérance | 7,8% | Tripel                      |  |
| Abdij van Cambron           | Henegouwen | Brasserie Dubuisson    | Abbaye de Cambron Blanche | 5,0% | Witbier                     |  |
| Abdij van Cambron           | Henegouwen | Brasserie Dubuisson    | Abbaye de Cambron Blonde  | 5,5% | Belgian Ale - Pale / Golden |  |
| Abdij van Cambron           | Henegouwen | Brasserie Dubuisson    | Abbaye de Cambron Brune   | 7,5% | Dubbel                      |  |
| Abdij van Cambron           | Henegouwen | Brasserie Dubuisson    | Abbaye de Cambron Cerise  | 5,5% | Fruitbier                   |  |